# 九寺
九寺，秦漢到宋元，中国官制中九个中央政府事務執行機关。

## 沿革
秦漢以来，中国政務由丞相、太尉、御史大夫三公和处理庶務的九卿负责，九卿的官署被称为寺。寺原义是宦官的别称寺人，秦朝以宦官负责政務的机构称为寺，汉朝则成为九卿的官署的通称。佛教传入汉朝，佛像最早在鸿胪寺供奉，因而佛教的庙宇后来被称为寺，宦官的意义保存在寺人一词，官署的意义主要保存在九寺当中（後世亦在九寺之外新設一些以寺為名之官署，如元朝有武備寺等）。九卿的官署正式命名为九寺是在南北朝的北齐。
漢朝滅亡後，九寺在六朝之际重要性下降，曹魏機密文書处理機关尚書台官员成为实质的宰相，魏晋南北朝時代，尚書台演化的尚書省所属各部（后来的六部）分割了九卿的权力。
隋朝統一中国后，将九寺作为六部的辅助机关。唐朝制度沿袭隋制，尚書省六部实权最终确立，九寺权限多有名無实。之後，九寺只是作为一种政权延续的象征，宋、辽、金、元依然设立，明朝削减为五寺：太常寺、光禄寺、太僕寺、大理寺、鴻臚寺。

## 隋唐九寺

### 宗正寺
掌管皇帝宗室事務。管理皇族、宗族、外戚的谱牒、守护皇族陵廟，管理道士、僧侶（唐代道教是国教）。

### 太常寺
掌管祭祀儀礼。负责国家祭天、社稷，管理宮廷音乐、太醫、太卜。

### 光禄寺
掌管宮中杂物諸事。负责为宮廷宴会供应準備酒食。

### 鴻臚寺
接待外国使節。负责外国使節的迎来送往和食宿。

### 司農寺
掌管国庫收支穀物和货币。本为国家財政機關，但此職能被户部取代。

### 太府寺
掌管財货交易。管理都市贸易、常平（平衡物價），出納官僚俸禄。

### 衛尉寺
掌管宮廷武器和宮廷警備。管理宮中武器庫，警備儀仗。

### 太僕寺
掌管国家車馬。管理宮廷厩舍、国家牧場、車庫，供奉皇帝行幸。

### 大理寺
法務機关。作为司法裁判的最高机构、属刑部，与刑部、御史台（明清是都察院）并称三法司。